# 水字镇
水字镇，是中华人民共和国吉林省松原市乾安县下辖的一个行政建制镇。

## 行政区划
水字镇下辖以下地区：
水字社区、珍字村、龙字村、果字村、附阳村、阳字村、柰字村、师字村、水字村、丽字村、往字村、玉字村、光字村和周字村。